# Impatiens hians
Impatiens hians är en balsaminväxtart som beskrevs av Joseph Dalton Hooker. Impatiens hians ingår i släktet balsaminer, och familjen balsaminväxter. Utöver nominatformen finns också underarten I. h. bipindensis.

## Bildgalleri

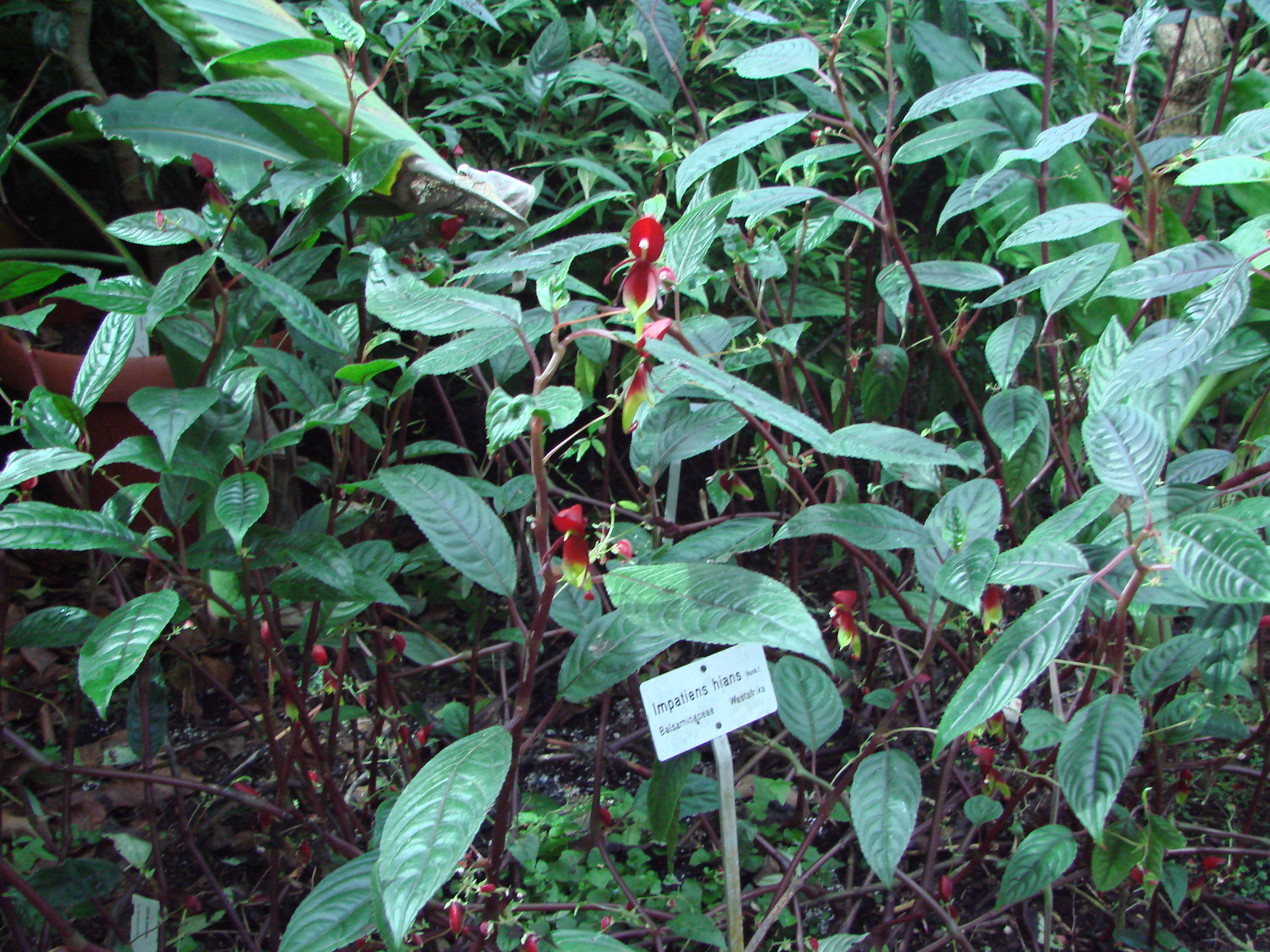
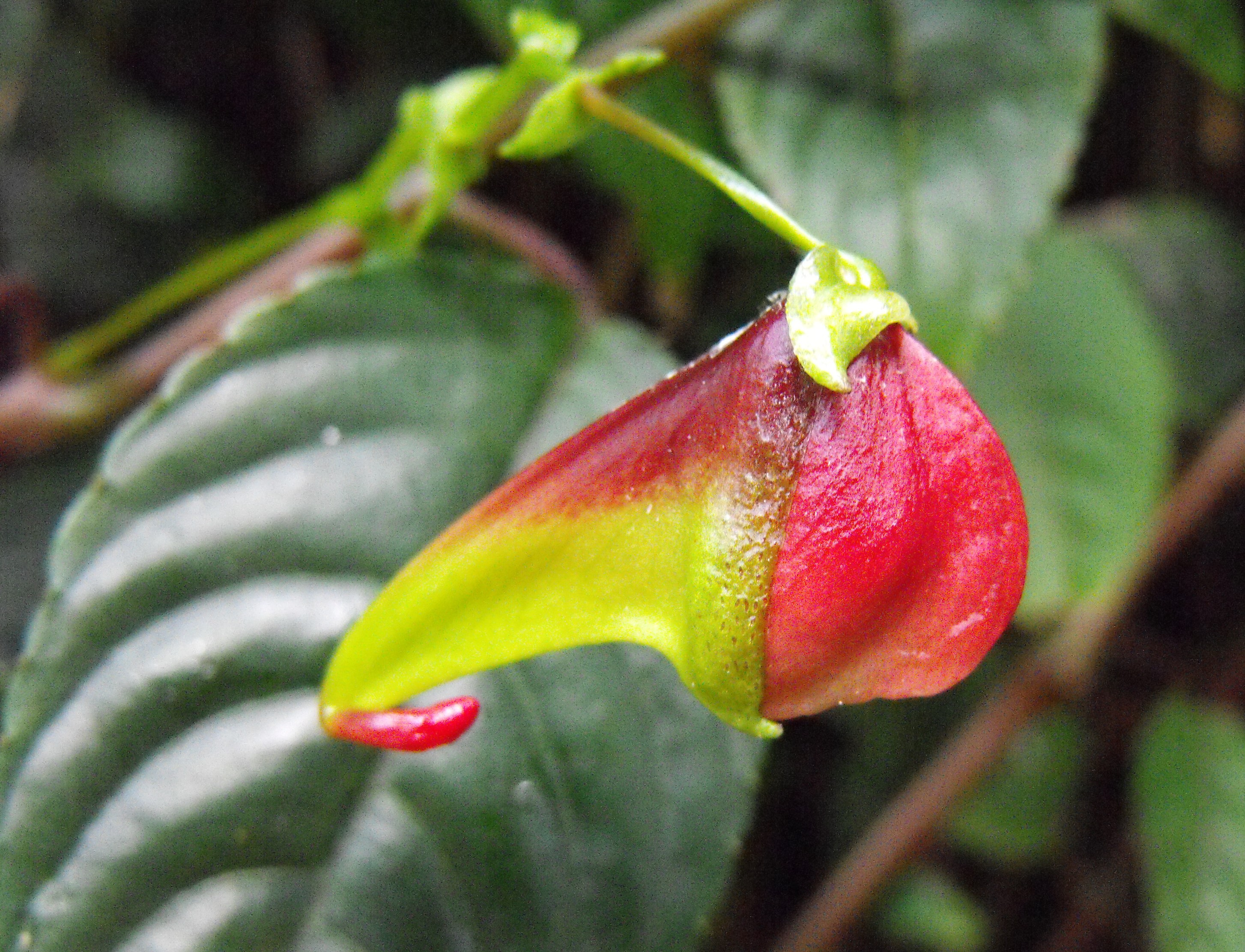